# Фолквил (Алабама)
Фолквил (енгл. Falkville) град је у америчкој савезној држави Алабама. По попису становништва из 2010. у њему је живело 1.279 становника.

## Демографија
Према попису становништва из 2010. у граду је живело 1.279 становника, што је 77 (6,4%) становника више него 2000. године.
| Група             | 2000.         | 2010.         |
| Белци             | 1.108 (92,2%) | 1.170 (91,5%) |
| Афроамериканци    | 71 (5,9%)     | 44 (3,4%)     |
| Азијати           | 0 (0,0%)      | 1 (0,1%)      |
| Хиспаноамериканци | 5 (0,4%)      | 28 (2,2%)     |
| Укупно            | 1.202         | 1.279         |